# John Michael Landy
John Michael Landy (Hawthorn, Australia, 12 de abril de 1930-Castlemaine, Australia, 24 de febrero de 2022) fue un atleta olímpico de pista australiano, especializado en medio fondo.

## Carrera deportiva

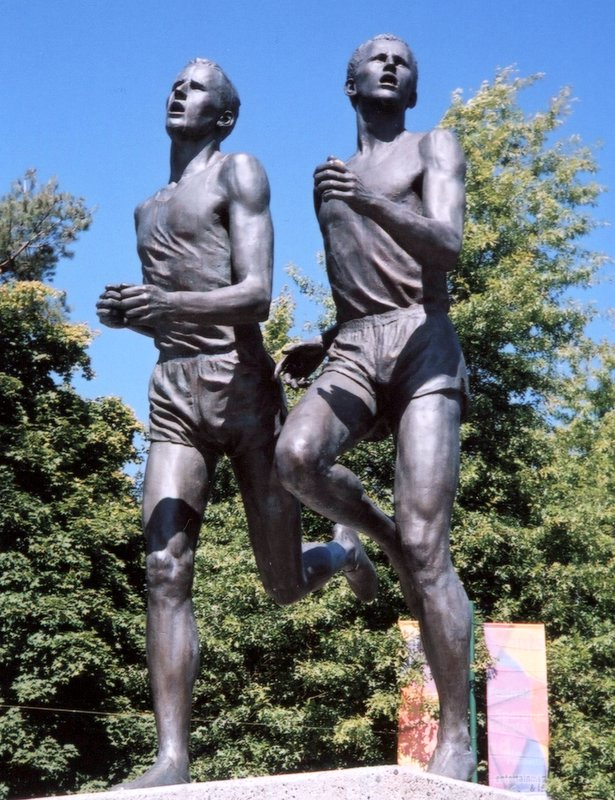
John Landy y Roger Bannister.

Su primera participación olímpica sucedió en los Juegos Olímpicos de Helsinski (1952) desempeñándose en las disciplinas de 1.500 y 5.000 metros; y en las Olimpíadas de Melbourne (1956) consiguió su única medalla, (esta de bronce) ya que se retiró de las competiciones oficiales ese mismo año. Pero fue en una carrera organizada en los Juegos de la Commonwealth (1954), cuando disputó la más famosa de sus carreras compitiendo sobre el final contra Roger Bannister y perdiendo en los últimos instantes sin embargo, superando la barrera de los cuatro minutos.
También desempeñó una carrera política que le ayudó a convertirse en el 26º gobernador de la ciudad de Victoria (2001-2006). Y en cuanto a lo personal, John se casó con Lynne Fisher en 1971 siendo fruto de esta unión dos hijos: Matthew y Alison Landy.
Landy falleció el 24 de febrero de 2022, en su casa de Castlemaine, Victoria, rodeado de su familia tras una larga batalla contra el Parkinson.